# Overpowered
Overpowered — второй сольный студийный альбом британской вокалистки Рошин Мёрфи, выпущен 12 октября 2007 года.

## Об альбоме
Работа над материалом к Overpowered была начата в 2006 году во время выпуска сборника лучших хитов Catalogue группы Moloko. Мерфи заявила, что альбом будет выпущен в 2007 году. После подписания контракта с EMI Мерфи направила работу в сторону диско-звучания. Поскольку бюджет был в значительной мере больше по сравнению с предыдущим лейблом, то Мерфи записала около 30 песен с разными продюсерами в Майами, Лондоне и Барселоне. Она отмечала, что каждый из продюсеров внес поп-звучание в песни, поскольку все хотели записать «сингл».
Мерфи также сотрудничала с шотландским электронным музыкантом Кальвином Харрисом, работая над песнями «Off & On» и «Don’t Let It Go to Your Head Boy». В итоге они не вошли в финальную версию альбома. В интервью порталу Popjustise Харрис назвал Мерфи «немного чокнутой» за невключенные в альбом песни, обвиняя её в бессмысленной трате денег за процесс записи и работы над песнями. В конечном счете Мерфи и Харрис разрешили конфликт, отдав песню «Off & On» британской певице Софи Эллис-Бекстор для её альбома 2011 года Make a Scene.

## Список композиций
| №   | Название                       | Автор(ы)                                          | Продюсер(ы)            | Длительность |
| --- | ------------------------------ | ------------------------------------------------- | ---------------------- | ------------ |
| 1.  | «Overpowered»                  | Róisín Murphy Paul Dolby Mike Patto               | Seiji                  | 5:08         |
| 2.  | «You Know Me Better»           | Murphy Andy Cato                                  | Cato Ill Factor [a]    | 4:18         |
| 3.  | «Checkin' on Me»               | Murphy Jimmy Douglass Ivan Corraliza Cheri London | Douglass Ill Factor    | 4:39         |
| 4.  | «Let Me Know»                  | Murphy Cato                                       | Cato Ill Factor [a]    | 5:10         |
| 5.  | «Movie Star»                   | Murphy Dolby Patto                                | Parrot & Dean          | 4:02         |
| 6.  | «Primitive»                    | Murphy Corraliza                                  | Douglass Ill Factor    | 4:50         |
| 7.  | «Footprints»                   | Murphy Dolby Mark de Clive-Lowe                   | Seiji                  | 3:37         |
| 8.  | «Dear Miami»                   | Murphy Dolby Patto                                | Seiji                  | 3:41         |
| 9.  | «Cry Baby»                     | Murphy Richard Barratt Dean Honer Mike Ward       | Parrot & Dean Ward [a] | 5:55         |
| 10. | «Tell Everybody»               | Murphy Douglass Corraliza London                  | Douglass Ill Factor    | 3:51         |
| 11. | «Scarlet Ribbons»              | Murphy Barratt Honer Ward                         | Dan Carey              | 5:36         |
| 12. | «Body Language» (bonus track)  | Murphy Cato                                       | Cato                   | 4:40         |
| 13. | «Parallel Lives» (bonus track) | Murphy Richard X                                  | Richard X              | 4:22         |

| №   | Название  | Автор(ы)         | Producer  | Длительность |
| --- | --------- | ---------------- | --------- | ------------ |
| 14. | «Pandora» | Murphy Richard X | Richard X | 3:56         |

Примечания
- ↑  обозначение дополнительного продюсера